# Santa Maria Liberatrice a Monte Testaccio (diaconia)
Santa Maria Liberatrice a Monte Testaccio (in latino: Diaconia Sanctae Mariae Liberatricis ad collem Testaceum) è una diaconia eretta da papa Paolo VI il 5 febbraio 1965 con la costituzione apostolica Auctis hodie.
Il titolo insiste sulla chiesa di Santa Maria Liberatrice nel rione Testaccio, sede parrocchiale, istituita nel 1887.

## Titolari
- Giuseppe Beltrami, titolo pro illa vice (26 giugno 1967 - 13 dicembre 1973 deceduto)
- Opilio Rossi (24 maggio 1976 - 22 giugno 1987, nominato cardinale presbitero di San Lorenzo in Lucina)
- Antonio María Javierre Ortas, S.D.B. (28 giugno 1988 - 9 gennaio 1999); titolo pro illa vice (9 gennaio 1999 - 1º febbraio 2007 deceduto)
- Giovanni Lajolo (24 novembre 2007 - 19 maggio 2018); titolo pro hac vice dal 19 maggio 2018